# Błażej Wróbel
Błażej Wróbel (ur. 27 stycznia 1987) – polski matematyk, profesor nauk ścisłych i przyrodniczych w dyscyplinie matematyka, pracuje na stanowisku profesora w Instytucie Matematycznym Uniwersytetu Wrocławskiego i Instytucie Matematycznym PAN.

## Życiorys
Jest synem Ireny i Tadeusza. Pochodzi z Jeleni (gmina Kraszewice, powiat ostrzeszowski). Po ukończeniu szkoły podstawowej w Jeleniach uczył się w Gimnazjum im. Polskich Olimpijczyków w Kraszewicach, a następnie w I Liceum Ogólnokształcącym im. Marii Skłodowskiej-Curie w Ostrzeszowie. W 2010 r. ukończył z wyróżnieniem studia z zakresu matematyki na Wydziale Podstawowych Problemów Techniki Politechniki Wrocławskiej.
W 2014 roku obronił doktorat z matematyki Instytucie Matematycznym UWr i Scuola Normale di Pisa. Jego praca doktorska nosiła tytuł „Multivariate Spectral Multipliers”, promotorem był prof. Krzysztof Stempak, a kopromotorem prof. Fulvio Ricci. W tym samym roku został zatrudniony w Instytucie Matematycznym UWr. W 2019 roku na Wydziale Matematyki i Informatyki UWr uzyskał habilitację na podstawie pracy pt. „Rachunki funkcyjne i ich zastosowania”. Od 2022 r. pracuje również w Instytucie Matematycznym PAN.
Jego zainteresowania badawcze obejmują zjawiska wielowymiarowe powstające, gdy wymiar dąży do nieskończoności, a także powiązane aspekty teorii operatorów, równań różniczkowych cząstkowych, analitycznej teorii liczb i teorii ergodycznej.

## Nagrody
- Nagroda Polskiego Towarzystwa Matematycznego dla Młodych Matematyków za cykl sześciu prac z zakresu analizy harmonicznej i teorii operatorów (2015)[4].
- Nagroda naukowa im. Premiera Prof. Kazimierza Bartla – Medal Bartla (2023)[6]